# Jacques Caffieri
Pour les articles homonymes, voir Caffieri.
Jacques Caffieri, est « sculpteur, fondeur et ciseleur du roi » français, né le 25 août 1678 à Paris, et décédé le 23 novembre 1755 à Paris.
Il est le fils de Philippe Caffieri (père) et de Françoise Renault de Beauvallon (1640-1714).

## Biographie
Il est né dans une famille d'artistes d'origine italienne, la famille Caffieri. Marié avec Marie Anne Rousseau, il eut 9 enfants, parmi lesquels les sculpteurs Jean-Jacques Caffieri et Philippe Caffieri.

## Œuvres

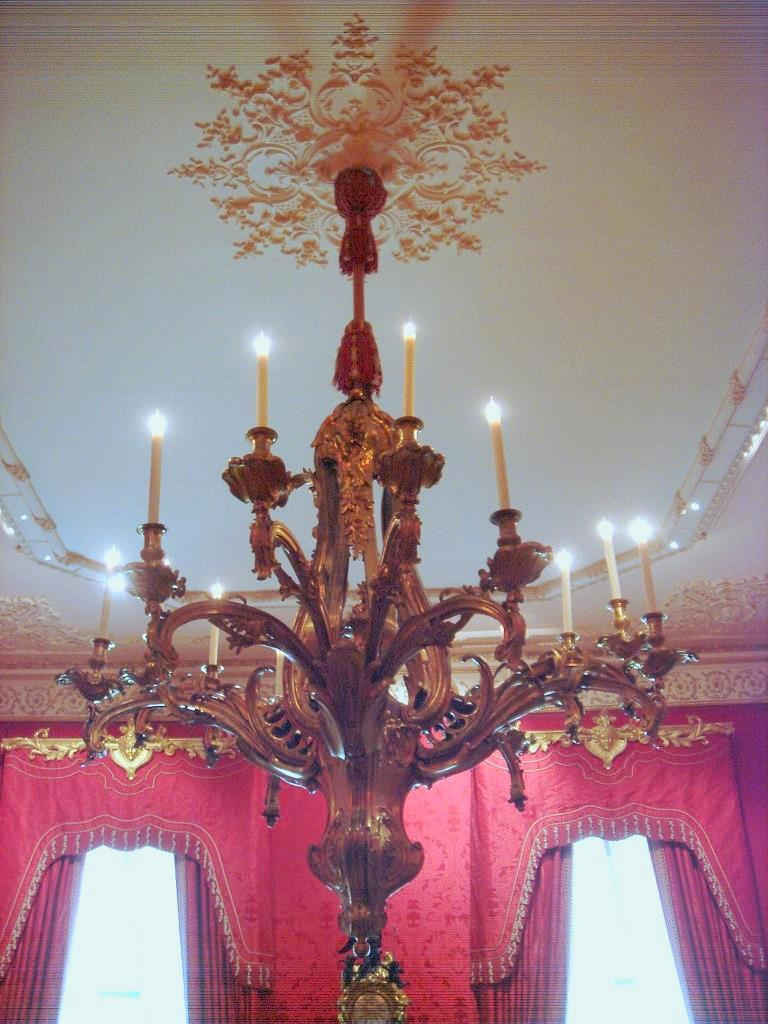
Chandelier à 12 lumières (1751)
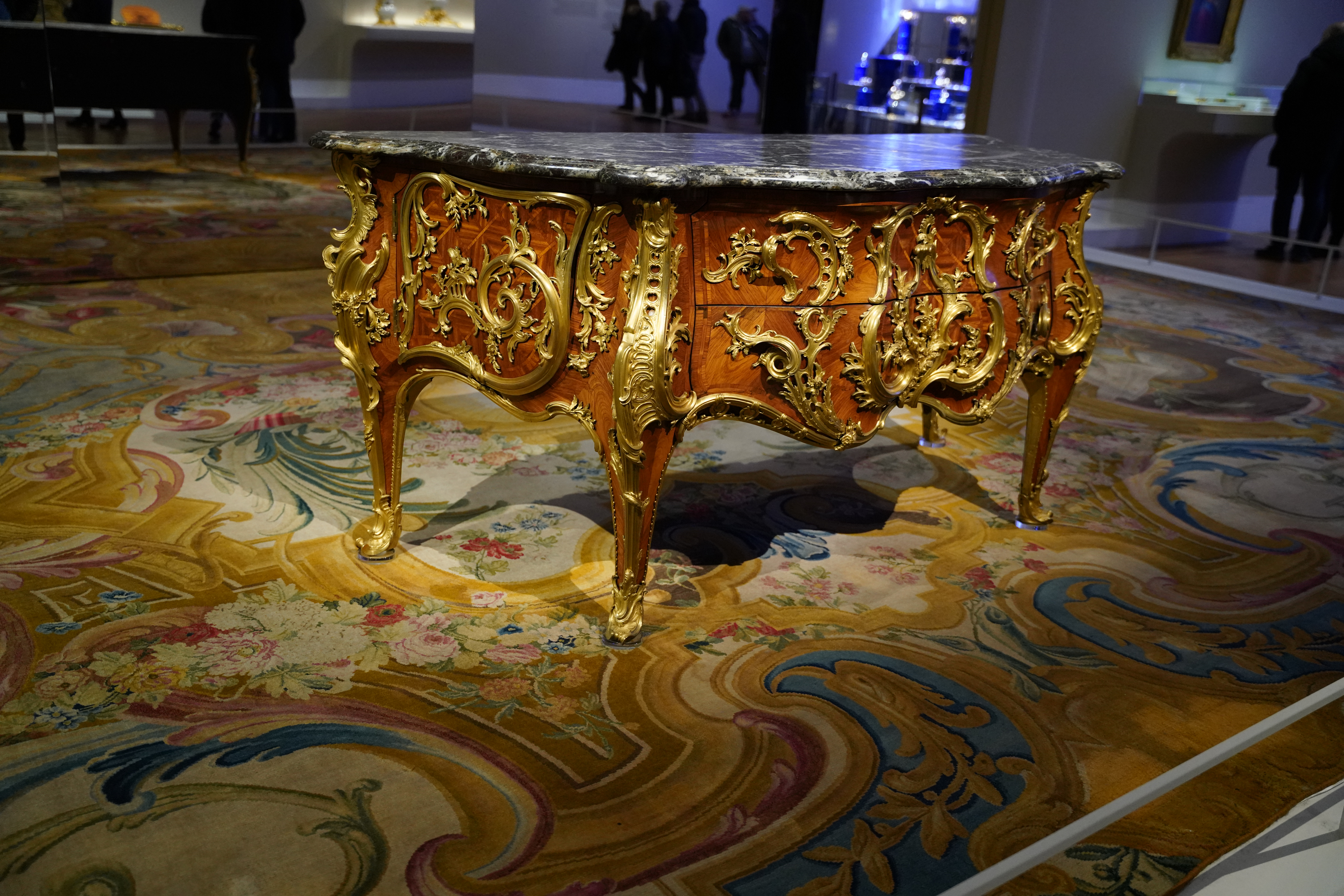
Commode de la chambre de Louis XV à Versailles
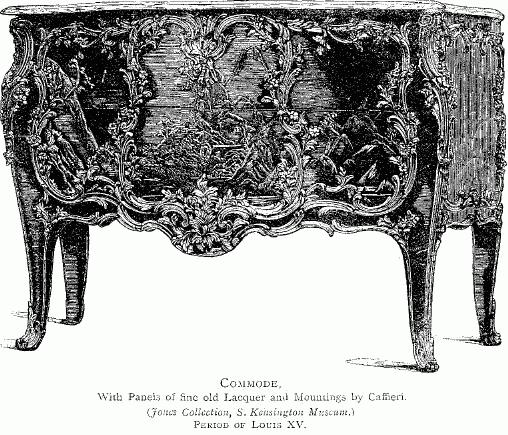
Commode (style Louis XV)

- Bronzes de la commode de la chambre de Louis XV à Versailles, livrée en 1739
- Pendule astronomique de Passemant - sculptée entre 1749 et 1753 - (exposée au château de Versailles - appartements du roi Louis XV)